# Loureiro Neto
Manuel Fernandes Loureiro, mais conhecido como Loureiro Neto (Palmeira, 30 de junho de 1952 — Rio de Janeiro, 26 de fevereiro de 2014) foi um radialista português radicado no Brasil.

## Biografia
Em 1971, o português Loureiro Neto - que morava no Brasil desde os quatro anos - era um adolescente tentando o vestibular para Economia. No cursinho, conheceu um de seus ídolos do rádio esportivo da época, Fernando Avelino. Ficaram amigos e Avelino o convidou para trabalhar numa resenha esportiva da TV Rio. Tornou-se repórter esportivo na Rádio Vera Cruz, depois pela Rádio Manchete e, em 1976, ingressou no Sistema Globo de Rádio.
Ao final dos anos 70, Loureiro Neto participou de uma formação histórica do rádio esportivo brasileiro: ao lado de locutores e comentaristas como Jorge Curi, Waldir Amaral, João Saldanha e o ex-árbitro Mário Vianna, formou uma famosa dupla de repórteres de campo com Kléber Leite. À época, Jorge Curi transformou sua dupla de campo num famoso bordão, sempre pedindo sua opinião da mesma forma: "Klebeerrrr! Loureiroo".
"Enquanto a Bola não Rola" foi o primeiro programa comandado por Loureiro Neto na Globo AM. Em seguida, virou apresentador do "Papo de Botequim". Em julho de 2002, assumiu o "Manhã da Globo do Rio de Janeiro" onde ficou até março de 2011, recomandou na mesma emissora, o "Papo de Botequim", e foi comentaristas, junto com Renato Maurício Prado, Felipe Cardoso e Eraldo Leite, do "Debate Bola" dentro do "Globo Esportivo", comandado por José Carlos Araújo.
Também comandou o "Portugal Esportivo" programa que informava a resenha do futebol português. Vascaíno, sempre citava o bairro de Copacabana no qual residiu desde que chegou ao Brasil.
Morreu em 26 de fevereiro de 2014, aos 61 anos, devido à complicações cardíacas.